# Kanton Saint-Julien-en-Genevois
Kanton Saint-Julien-en-Genevois is een kanton van het Franse departement Haute-Savoie. Kanton Saint-Julien-en-Genevois maakt deel uit van het arrondissement Saint-Julien-en-Genevois en telt 64.558 inwoners in 2018.

## Gemeenten
Het kanton Saint-Julien-en-Genevois omvatte tot 2014 de volgende 17 gemeenten:
- Archamps
- Beaumont
- Bossey
- Chênex
- Chevrier
- Collonges-sous-Salève
- Dingy-en-Vuache
- Feigères
- Jonzier-Épagny
- Neydens
- Présilly
- Saint-Julien-en-Genevois (hoofdplaats)
- Savigny
- Valleiry
- Vers
- Viry
- Vulbens

Bij de herindeling van de kantons door het decreet van 13 februari 2014, met uitwerking op 22 maart 2015, werden daar volgende 23 gemeenten aan toegevoegd, namelijk alle gemeenten van de opgeheven kantons Frangy en Seyssel:
- Bassy
- Challonges
- Chaumont
- Chavannaz
- Chêne-en-Semine
- Chessenaz
- Chilly
- Clarafond-Arcine
- Clermont
- Contamine-Sarzin
- Desingy
- Droisy
- Éloise
- Franclens
- Frangy
- Marlioz
- Menthonnex-sous-Clermont
- Minzier
- Musièges
- Saint-Germain-sur-Rhône
- Seyssel
- Usinens
- Vanzy